# Filó (geologia)

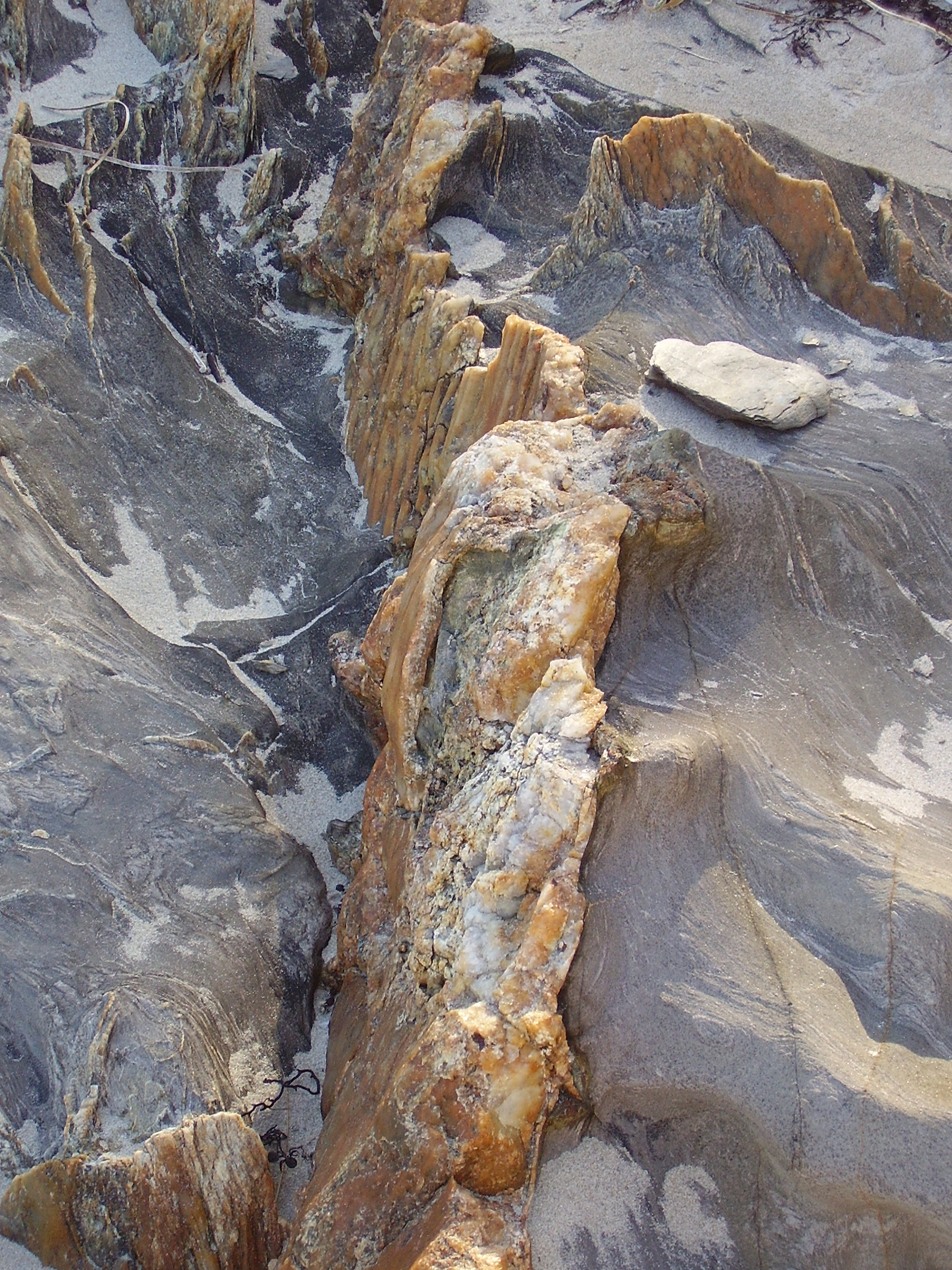
Un filó de quars provinent de la roca meteoritzada dels voltants

Un filó, en geologia, és un dipòsit mineral sobreimposat format per l'ompliment d'esquerdes i caracteritzat pel poc gruix respecte a la longitud. Els minerals del filó estan en estat cristal·litzat.
Els filons es formen quan els minerals constituents, transportats en solució aquosa dintre de la massa rocosa, es dipositen mitjançant precipitació química. El flux hidràulic implicat és del tipus hidrotermal.
La potència (gruix) del filó pot arribar a desenes de metres; generalment, va disminuint cap als extrems fins a reduir-se en certs casos a uns mil·límetres. També la llargada n'és molt variable; normalment, són de desenes de metres, però n'hi ha de més de 100 km.

## Mineralització i filons
Els filons són de gran importància per al dipòsit dels minerals gràcies a la mineralització que se'n fa a prop. Entre els exemples, n'hi ha l'or. En molts dels filons explotats durant la febre de l'or del segle xix, el mateix filó era la mena d'on s'extreia l'or.
En canvi, en la majoria de les mines modernes, la mena es compon del filó i part de la roca que l'envolta. A més, l'or normalment no es veu a ull nu i la quantitat de material remogut és enorme comparat amb els mètodes antics. Per això, actualment els filons d'origen hidrotermal no són l'objectiu exclusiu de la mineria moderna.